# Latimer (Kansas)
Latimer és una població dels Estats Units a l'estat de Kansas. Segons el cens del 2000 tenia 21 habitants.

## Demografia
Segons el cens del 2000, Latimer tenia 21 habitants, 9 habitatges, i 3 famílies. La densitat de població era de 90,1 habitants/km².
Dels 9 habitatges en un 22,2% hi vivien nens de menys de 18 anys, en un 44,4% hi vivien parelles casades, en un 0% dones solteres, i en un 55,6% no eren unitats familiars. En el 55,6% dels habitatges hi vivien persones soles el 33,3% de les quals corresponia a persones de 65 anys o més que vivien soles. El nombre mitjà de persones vivint en cada habitatge era de 2,33 i el nombre mitjà de persones que vivien en cada família era de 3,75.
Per edats la població es repartia de la següent manera: un 9,5% tenia menys de 18 anys, un 14,3% entre 18 i 24, un 38,1% entre 25 i 44, un 9,5% de 45 a 60 i un 28,6% 65 anys o més.
L'edat mediana era de 42 anys. Per cada 100 dones de 18 o més anys hi havia 90 homes.
La renda mediana per habitatge era de 21.875 $ i la renda mediana per família de 13.750 $. Els homes tenien una renda mediana de 20.000 $ mentre que les dones 0 $. La renda per capita de la població era de 14.536 $. Cap de les famílies i el 18,2% de la població estaven per davall del llindar de pobresa.

## Poblacions més properes
El següent diagrama mostra les poblacions més properes.